# Vergeletto
Vergeletto é uma comuna da Suíça, no Cantão Tessino, com cerca de 90 habitantes. Estende-se por uma área de 40,7 km², de densidade populacional de 2 hab/km². Confina com as seguintes comunas: Campo, Craveggia (IT-VB), Gresso, Maggia, Onsernone, Santa Maria Maggiore (IT-VB).
A língua oficial nesta comuna é o Italiano.